# Виборчий округ 22
Виборчий округ 22 — виборчий округ у Волинській області. В сучасному вигляді був утворений 28 квітня 2012 постановою ЦВК №82 (до цього моменту існувала інша система виборчих округів). Окружна виборча комісія цього округу розташовується в будівлі Луцької міської ради за адресою м. Луцьк, вул. Богдана Хмельницького, 19.
До складу округу входить місто Луцьк. Виборчий округ 22 межує з округом 23 на півночі та з округом 20 з усіх інших сторін. Виборчий округ №22 складається з виборчих дільниць під номерами 071023-071101, 071103-071104, 071128 та 071131.

## Народні депутати від округу
| Ім'я                     | Фото | Партія         | Скликання | Дата набуття повноважень | Дата припинення повноважень |
| ------------------------ | ---- | -------------- | --------- | ------------------------ | --------------------------- |
| Палиця Ігор Петрович     |      | самовисуванець | 7-ме      | 12 грудня 2012           | 27 листопада 2014           |
| Лапін Ігор Олександрович |      | Народний фронт | 8-ме      | 27 листопада 2014        | 29 серпня 2019              |
| Палиця Ігор Петрович     |      | самовисуванець | 9-те      | 29 серпня 2019           |                             |

## Результати виборів

### Парламентські

#### 2019
Кандидати-мажоритарники:
- Палиця Ігор Петрович (самовисування)
- Пісачук Сергій Васильович (Слуга народу)
- Моклиця Юрій Володимирович (Європейська Солідарність)
- Федік Микола Миколайович (Свобода)
- Шкітер Тарас Ігорович (самовисування)
- Данильчук Павло Петрович (Громадянська позиція)
- Адамчук Сергій Миколайович (самовисування)
- Бабаханов Руслан Олексійович (Опозиційна платформа — За життя)
- Климук Дмитро Миколайович (Народний рух України)
- Глазунов Дмитро Борисович (самовисування)
- Панасюк Вячеслав Віталійович (самовисування)

#### 2014
Кандидати-мажоритарники:
- Лапін Ігор Олександрович (Народний фронт)
- Констанкевич Ірина Мирославівна (самовисування)
- Іванюк Роман Олегович (Блок Петра Порошенка)
- Данильчук Павло Петрович (самовисування)
- Пустовіт Григорій Олександрович (Батьківщина)
- Пирожик Олександр Веніамінович (самовисування)
- Рицко Ігор Йосипович (самовисування)
- Кривицький Антон Федорович (самовисування)
- Грицюк Анатолій Петрович (самовисування)
- Петрочук Костянтин Павлович (Радикальна партія)
- Бондарук Роман Анатолійович (самовисування)
- Кожевніков Геннадій Геннадійович (Собор)
- Пащук Віктор Михайлович (Комуністична партія України)
- Поліщук Роман Вікторович (Блок лівих сил України)
- Щуцький Олександр Геннадійович (самовисування)

#### 2012
Кандидати-мажоритарники:
- Палиця Ігор Петрович (самовисування)
- Кравчук Петро Костянтинович (Батьківщина)
- Алєксєєв Ігор Володимирович (УДАР)
- Голєва Олена Василівна (Європейська партія України)
- Федосюк Віталій Євгенійович (Українська народна партія)
- Недужко Юрій Вікторович (самовисування)
- Гайдучик Петро Данилович (Партія регіонів)
- Пащук Віктор Михайлович (Комуністична партія України)
- Божидарнік Тарас Вікторович (самовисування)
- Козюра Андрій Григорович (самовисування)
- Сітуха Сергій Дмитрович (самовисування)
- Плакса Ярослав Вікторович (Україна — Вперед!)

## Явка
Явка виборців на окрузі: